# Сокольский, Григорий Иванович
Григо́рий Ива́нович Соко́льский (1807—1886) — российский врач-терапевт, ординарный профессор Московского университета. 

## Биография
Сын московского священника Ивана Афанасьевича Сокольского (известного тем, что в 1815 году он издал анонимный трактат, направленный против системы Коперника). Родился в Москве. Учился сначала в духовном училище, затем в университетской гимназии. Окончил медицинский факультет Московского университета (1828). Слушал лекции М. Я. Мудрова, Е. О. Мухина, И. Е. Дядьковского. Близким товарищем Г. И. Сокольского по университету был Н. И. Пирогов. 
Во время учёбы Г. И. Сокольский приобрёл репутацию неуступчивого перед начальством человека, поэтому после окончания учёбы и получения степени лекаря 1-й степени он не был оставлен при Московском университете, а вместе с другими выпускниками (среди которых был и Н. И. Пирогов) был направлен в Дерпт. Там, пройдя курс в Профессорском институте при Дерптском университете (1828—1832), он получил степень доктора медицины (1832). Тема докторской диссертации «О дизентерии».
Был прикомандирован к Обуховской больнице в Санкт-Петербурге (1833—1834). Затем отправлен за границу, где слушал лекции в университетах и стажировался в клиниках Берлина и Вены (1834—1835). 
По возвращении в Россию (летом 1835) прочитал в Академии наук в присутствии С. С. Уварова пробную лекцию о применении стетоскопа, после чего (11.9.1835) был рекомендован в Императорский Казанский университет для занятия кафедры терапевтической клиники. Сокольский воспринял назначение в Казань как ссылку: в письмах к Д. П. Голохвастову он просил определить его в Московский университет, указывая на отсутствие в Казани необходимых условий для работы. Его просьбы были услышаны и 31.12.1835 он вернулся в Московский университет, где получил должность экстраординарного профессора (с 1838 — ординарного профессора) и в течение 13 лет занимал кафедру клиники (частной патологии и терапии внутренних болезней, а также болезней сердца и сосудистых заболеваний); кроме того, преподавал психиатрию. Современники высоко оценивали лекторские способности Г. И. Сокольского, отмечали его оригинальность, резкость и смелость в суждениях, а также ценили его как популярного московского врача.
Покинул Московский университет в 1848 году. Точная причина ухода неизвестна. Выйдя в отставку, до конца жизни жил в Москве, в собственном доме в районе Арбата.

## Труды
- «De baemorrhagia cerebri commentatio medica» (М., 1836)
- «Conspectus morborum Europae a familiis simplicioribus ad magis compositis provicenda expositorum» (М., 1836)
- «Учение о грудных болезнях» (М., 1838)
- «Исследование патологических свойств воспаления легочной и соседних ее тканей, с приложением к диагностике и терапевтике» (М., 1838)
- «О кормлении и воспитании новорожденных детей» (М., 1846, 2 изд. М., 1848)
- Переводы сочинений К. В. Гуфеланда[4].